# Deurgod
Een Deurgod is een hemels wezen dat in de Chinese volksreligie wordt gezien als de beschermer van het huis tegen kwade invloeden. Hij wordt nooit alleen afgebeeld, maar altijd als paar met een collega Deurgod. Op veel deuren van huizen, winkels en tempels van Chinezen kan men twee posters zien met op elk een Deurgod. Ook komt het voor dat de twee goden op deuren zijn geschilderd. Als het papieren posters (nieuwjaarstekening) zijn en niet geschilderd op hout, dan worden ze jaarlijks voor het begin van Chinees nieuwjaar vernieuwd. Vrijwel overal in gebieden met grote concentraties Chinezen kan men aan het einde van het Chinese jaar zulke posters kopen. De verjaardag van de Deurgoden is op de 15e dag van de eerste maan van de Chinese kalender. Deurgoden worden gezien als beschermgoden van de woonplaats, zoals Tudigong, Chenghuang en Zaojun.
Tijdens de Han-dynastie werden Shentu en Yulei vereerd als Deurgoden.

## Beknopte lijst van Deurgoden
| hanzi    | pinyin       | jyutping            |
| -------- | ------------ | ------------------- |
| 神荼     | shéntú       | san4 tou4           |
| 鬱壘     | yùlěi        | wat1 leoi5          |
| 關羽     | Guan Yu      | gwaan1 jyu5         |
| 張飛     | Zhang Fei    | zoeng1 fei1         |
| 秦叔寶   | Qin Shubao   | ceon4 suk1 bou2     |
| 尉遲敬德 | Yuchi Jingde | wai3 ci4 ging3 dak1 |
| 周倉     | zhōu cāng    | zau1 cong1          |

|  |  |